# Wolfspeed
Vous pouvez aider à l'améliorer ou bien discuter des problèmes sur sa page de discussion.
- Il ne cite pas suffisamment ses sources. Vous pouvez indiquer les passages à sourcer avec {{référence nécessaire}} ou {{Référence souhaitée}}, et inclure les références utiles en les liant aux notes de bas de page. (Marqué depuis juillet 2015)
- Il est à actualiser. Certains passages sont obsolètes ou annoncent des événements désormais passés. (Marqué depuis septembre 2024)

- Archive Wikiwix
- Bing
- Cairn
- DuckDuckGo
- E. Universalis
- Gallica
- Google
- G. Books
- G. News
- G. Scholar
- Persée
- Qwant
- (zh) Baidu
- (ru) Yandex
- (wd) trouver des œuvres sur Wikidata

Wolfspeed (anciennement Cree, Inc.) est un fabricant et distributeur américain  de produits d'éclairage (diodes électroluminescentes) et de produits pour les applications d'alimentation et de radiofréquence (RF). La plupart de ses produits sont à base de carbure de silicium (SiC), un composé minéral que les chercheurs de Cree ont réussi à synthétiser en laboratoire.

## Principaux actionnaires
Au 22 mars 2020.
| Capital Research & Management -go- | 10,1% |
| Vanguard Group                     | 9,21% |
| ClearBridge Investments            | 8,20% |
| Primecap Management                | 7,36% |
| Artisan Partners                   | 4,13% |
| BlackRock Fund Advisors            | 3,25% |
| SSgA Funds Management              | 2,62% |
| Ivy Investment Management          | 2,44% |
| Norges Bank Investment Management  | 2,22% |
| PGGM Vermogensbeheer               | 2,15% |

## Concurrents
Parmi les concurrents, on peut citer Nichia, OSRAM Opto Semiconductors GmbH, General Electric, Philips Lumileds Lighting Company.